# Izoterma (meteorologia)

Czerwoną linią zaznaczono izotermę 10 °C

Izoterma – izolinia na mapie pogody, łącząca punkty mające tę samą temperaturę w danym czasie lub tę samą średnią temperaturę w danym czasie. Izotermy zwykle przedstawiają temperaturę przy założeniu, że pomiar przeprowadzony był na poziomie morza. Dla stacji pomiarowych usytuowanych na innej wysokości wprowadza się poprawkę odpowiadającą pionowemu gradientowi temperatury (1 °C/165 m wysokości). Szczególnym rodzajem izotermy jest izoterma 0 °C, i występuje na wysokości, na której temperatura wynosi 0 °C.